# Історія Пирятина
Стаття присвячена історичному розвитку старовинного козацького міста Пирятин у Приудайському краї на Полтавщині (нині районний центр).

## Руські і козацькі часи
Пирятин вперше згадується у Лаврентіївському літописі під 1154 роком. Це було руське укріплене місто, що належало Переяславському князівству. Воно знаходилося на високому березі річки Удай, правої притоки річки Сула. За Пирятин йшла боротьба між Мстиславом Ізяславичем, князем переяславським і волинським, та Глібом Юрійовичем, претендентом на преяславський стіл.
|  | Глѣбъ Гюргевичь со мьножьствомь Половець. к Переӕславлю на Мстислава. на Изѧславича. Переӕславци же бьӕхутьсѧ с ними крѣпко. и не оуспѣв же Глѣбъ с Половци ничтоже иде прочь. и тогдъı же ида взѧ Пирѧтинъ с Половци. |

Ймовірно, у 1239 році Пирятин був зруйнований військами монголів, які знищили усі руські фортеці і поселення в районі Сули. Проте місто незабаром відновилося. Воно згадується під 1261 роком як великий населений пункт у складі об'єднаної Сарайської єпархії, під контролем Золотої Орди.
Після битви на Синіх Водах у 1362 році між литовським князям Ольгердом Гедиміновичем, якого підтримувала руська знать, із подільськими князями Золотої Орди, землі Південної Русі перейшли під контроль Великого князівства Литовського. Припускають, що саме в цей час район Посулля (разом із Пирятином) став складовою об'єднаної русько-литовської держави.
З кінця 14 до початку 16 століття роками значна територія Лівобережжя, включно з Пирятином, належала до володінь княжого роду Глинських, нащадків золотоординського темника Мамая Кіята, які прийняли православ'я. Вони обороняли кордони Великого князівства Литовського від нападів кримських татар і московитів. Саме за урядування Глинських на території Полтавщини, а значить і у Пирятині, з'являються козаки, представники руського незаможного боярства та вихрещених татар. Водночас, зменшується розміри Пирятина та його стратегічне значення — він, зокрема, не згадується у «Списку городів руських, дальніх і ближніх».
Після укладання у 1568 році Люблінської унії між Великим князівством Литовським і Короною Польською, Полтавщина, яка з 1471 року входила до Київського воєводства, перейшла під контроль польського короля. Рід Глинських занепав, а Пирятин був переданий Стефаном Баторієм у 1578 році Михайлу Грибуновичу-Байбузі, шляхтичу русько-татарького походження, на прохання старости канівського і черкаського Михайла Вишневецького.
|  | ...пустыню ку осаженю людми названую реку Сулу, реку Удай и реку Солоницу, з речьками и озерами, почавши с конца, горою (зверху) Сулы от Снятина, рубежа Московского, аж вниз до устья Днепра; и ку тому в той же реце Суле уход, названый Лужок, зо всими пожитьками и доходами тыми, которые бы одно з них з давна належали и выналезеные (віднайдені) быть могли... |

Проте його син Олександр силою привласнив землі Гриборовича-Байбузи у 1582 році, що стало причиною позову останнього до короля. В результаті, у 1589 році Сигізмунд III виділив скаржнику інші землі, а через рік затвердив Посулля за Олександром.  

Герб Глинських
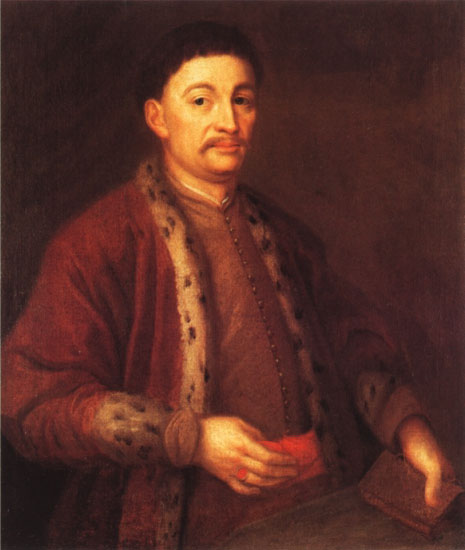
Ярема Вишневецький
Герб Вишневецьких
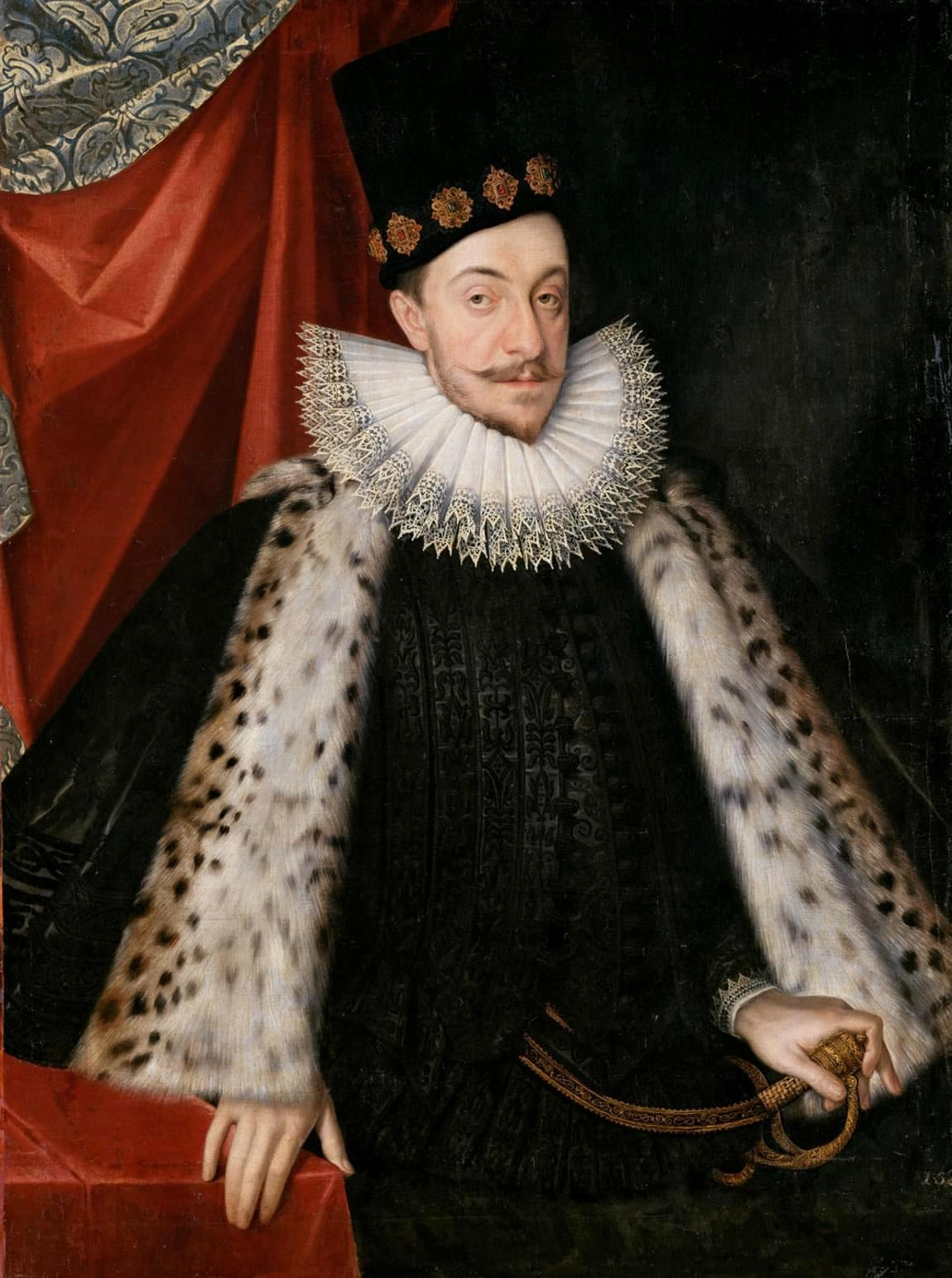
Сигізмунд ІІІ Ваза

9 лютого 1592 року король видав привілей Вишневецькому для впровадження магдебурзького права «на урочишу Пирятине, а тепер названом Михайлове». Назва Михайлів була дана Пирятину на честь батька Олександра Вишневецького, але не прижилася.
На місці давньоруського городища Олександр Вишневецький звів замок (у ході перепланування міста укріплення перестало існувати наприкінці XVIII століття) і розбудовував місто. Пирятин отримав власний герб — стрілу з натянутим луком, і міську печатку. У королівській грамоті, якою дарувалося магдебурзьке право, говорилося, що король відміняє всі інші права, які б суперечили дарованому праву. Пирятин звільнявся від судів і влади воєвод, панів, старост, суддів і підсудків, намісників і інших урядників. Міщани не були зобов'язані відповідати перед ними у будь-чому, хто б на них не скаржився. У місті встановлювався свій власний суд. Жителі міста звільнялися від військової повинності і були зобов'язані були поставляти лише обоз для війська. Також Пирятин отримав право володіти земельною власністю, тоді як раніше цим правом користувалося лише шляхетство. У такому юридичному статусі місто перейшло у першій половині 17 століття у володіння сина Олександра — Яреми Вишневецького.
У 2-й чверті XVII століття на карті французького інженера Г. Л. Боплана Пирятин значиться як населений пункт, а у «Книге Большому Чертежу» (1627) згадується як місто.
У 1640 році за даними реєстру володінь І. Вишневецького у Пирятині налічувалось 1 749 господарств.
З 1648—58 роках Пирятин — сотенне місто Кропивненського полку. Містечко мало 2 сотні — Пирятинську 1-у і Пирятинську 2-у.
1658 року сотенне містечко Пирятин віднесено до Лубенського полку.
Як свідчать переписні книги 1666 року у Пирятині налічувалось близько 3 400 чоловік, жителі переважно займалися ремеслами і торгівлею.
Навесні 1683 року пожежа знищила значну частину міста. Тоді в місті було 2 церкви — Спаська і Пречистинська (у XVIII столітті в Пирятині діяло вже 4 храми).
У листопаді 1708 року козаки під керівництвом старшини Леонтія Свічки відзначилися в боротьбі проти шведсько-українських військ і не здали міста. За виявлену стійкість і хоробрість цар Петро І пожалував пирятинцям грамоту.

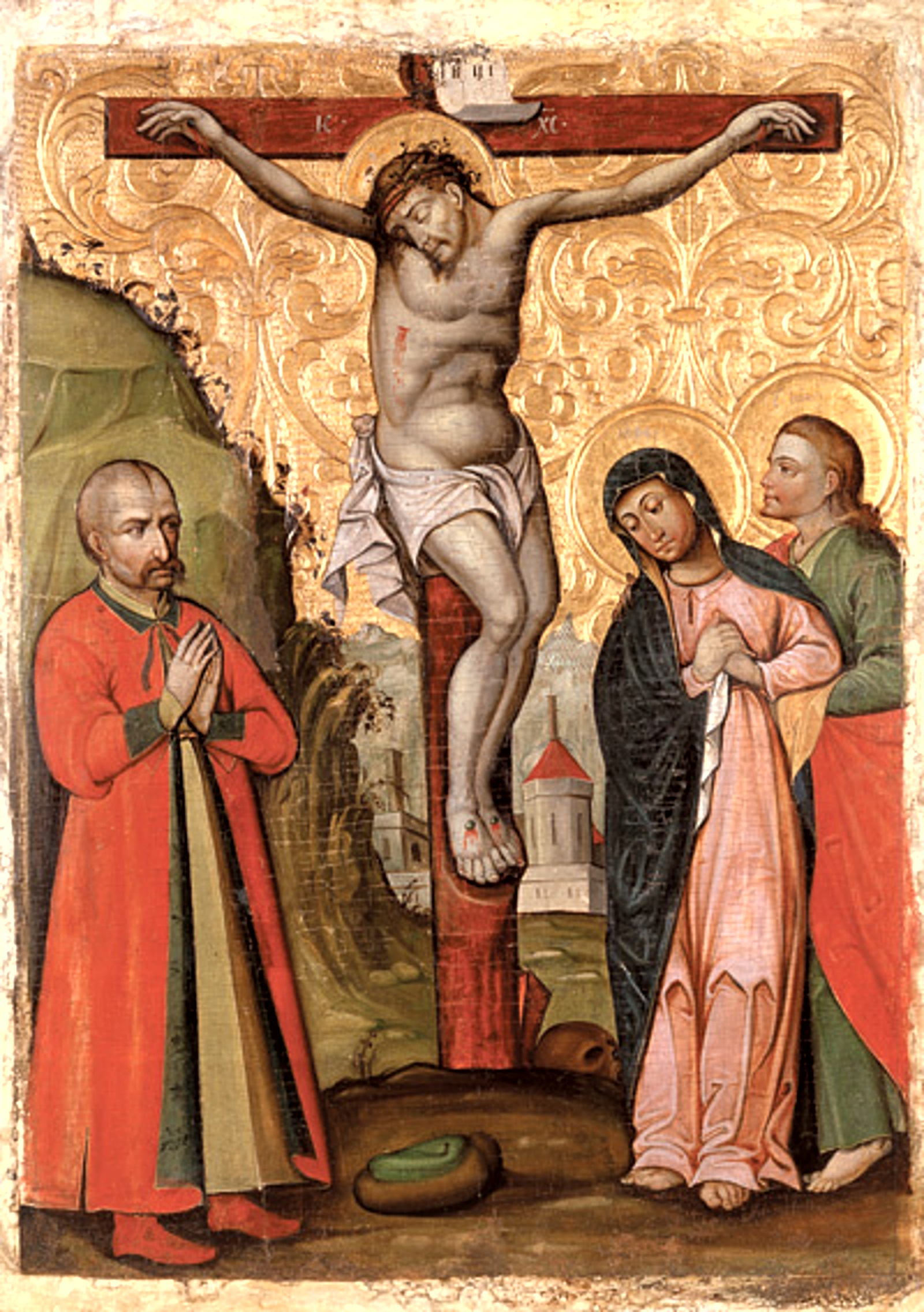
Ікона «Розп'яття»
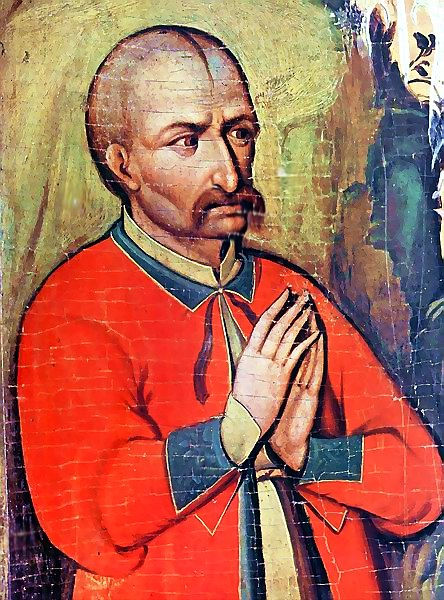
Портрет Л. Свічки

У травні 1765 року після запровадження пошти на Лівобережній Україні через Пирятин пролягало 5 поштових трактів: на Київ, Лубни, Золотоношу, Прилуки, Лохвицю.

## Пирятин у Російській імперії (кінець XVIII — XIX століття)
Згідно з указом Катерини ІІ Пирятин став повітовим містом Київського намісництва.
У 1781 році в Пирятині у чині капітана російської армії служив М. І. Кутузов.
У місті на кошти полкового осавула Андрія Ільченка зведено мурований Собор Різдва Пресвятої Богородиці.
1782 року затверджено герб Пирятина — на червоному щиті туго натягнутий лук зі стрілою, що існував до 1917 року, і був відновлений 7 квітня 2004 року; у тому ж (1782) складено перший план забудови Пирятина.
1796 року Пирятин з повітом віднесено до Малоросійської губернії,
У 1802 році Пирятин, як повітове місто, увійшов до складу новоствореної Полтавської губернії. У цьому ж (1802) році губернською креслярнею під керівництвом М. Амвросимова розроблено і затверджено план міста.
У 1805 році в Пирятині мурованих житлових і громадських (крім Різдвяно-Богородичного храму) не було, населення становило 2 627 чоловік, у тому числі 1 309 чоловіків і 1 318 жінок. Щопонеділка і щоп'ятниці відбувалися торги (базари), влаштовувалося 4 ярмарки на рік.
1810 року до складу 2-верстової міської дистанції навколо Пирятина включено село Заріччя, що належало поміщиці Марії Ограновичевій, та хутір Гуленків колезького реєстратора Андрія Гуленка. Пирятин складався з 2 кварталів — передмістя Слобідка і Броварки. Налічувалось 560 будинків, 1 820 чоловіків і 1 900 жінок, 28 водяних та вітряних млинів, олійниць та просорушок, 5 питейних будинків, 2 трактири, 90 виставок для продажу вина на ярмарках.
На Святвечір 1843 року до Пирятина вперше завітав Тарас Шевченко, який відвідав матір конференц-секретаря Петербурзької Академії мистецтв В. І. Григоровича, вдруге у місті поет побував у 1845 році, а у червні 1859 року відвідав Пирятин двічі, написавши у цей візит ліричного вірша «Ой, маю, маю я оченята».
Станом на 1859 рік у Пирятині налічувалось 576 домоволодінь, 4 355 жителів, з них — 2 180 чоловіків і 1 275 жінок, у місті діяли 5 церков, повітове училище (засноване у 1814 році), поштова станція, повітові адміністративні установи.
У січні 1861 року в книзі Т. Г. Шевченка для недільних і народних шкіл «Букварь южнорусскій» вміщено «Думу про пирятинського поповича Олексія».
У 1864 році засновано Пирятинське земство, виконавчим органом якого була повітова управа (ліквідовано у лютому 1918 року). 1868 року Пирятинське земство відкрило поштову контору з відділеннями при волосних управах, випустило в обіг поштову марку номіналом 3 копійки.
Пирятинська виборна Дума з виконавчим органом — міською управою почала діяти у Пирятині в 1874 році (її також було ліквідовано у лютому 1918 року).
У 1878 році в Пирятині було 2 заводи з переробки сільгоспсировини. У 1885 році в Пирятині створено поштово-телеграфну контору. 1894 року через Пирятин пролягала гілка Києво-Воронезької залізниці. Станом на 1895 рік у місті налічувалось 19 дрібних фабрик і заводів (по повіту в цілому 43).
За даними першого всеросійського перепису населення (1897) у Пирятині мешкало 8 022 жителя, з них — 3 988 чоловіків і 4 084 жінки. Відсоток письменних становив 34,1, а в повіті — 13,9.

## Пирятин на початку ХХ століття: Російська імперія, визвольні змагання, влада рад
У 1900 році в Пирятині було 57 забудованих кварталів, 914 будинків, з них 6 двоповерхових мурованих, 75 одноповерхових мурованих, решта — глинобитні та дерев'яні під солом'яною стріхою, базарний і ярмарковий майдан. Соціальний склад населення: міщани — 62%, козаки — 16%, селяни — 12%, привілейовані — 10%.
У 1903 році повітове земство в Пирятині організувало сільську ремісничу майстерню для підготовки робітників по виготовленню й ремонту сільгоспінвентаря, меблів, виробів з дерева і металу.
1906 року засновано Пирятинську організацію РСДРП.
1 вересня 1907 року в Пирятині була відкрита жіноча гімназія (нині приміщення школи №4 по вулиці Європейській, 2-а ).
1 липня 1912 року була відкрито пирятинська чоловіча гімназія (нині одне з приміщень філії бізнес-коледжу Європейського університету, по вулиці Європейська, 2).
У 1913 році в Пирятині освячено мурований новий собор (закритий 1937 року, тепер тут районний будинок культури).
1914 року в Пирятині відкрито вище початкове училище (нині приміщення буд. №4 по вулиці Соборній).
У 1917 році були засновані осередки «Просвіти» в Харківцях, Дейманівці, Березовій Рудці, Теплівці, Грабарівці та інших селах повіту.
У березні 1917 року була утворена Пирятинська Рада робітничих депутатів.
У липні 1917 року зрганізована Пирятинська повітова Рада робітничих, селянських і солдатських депутатів. Невдовзі вона на своєму пленарному засіданні підтримала III Універсал Центральної Ради.
Тоді ж (липень 1917 року) почала виходити газета «Известия Пирятинського Совета робочих и солдатских депутатов», яка існувала до 1922 року.
У січні 1918 року В Пирятині і повіті вперше встановлено радянську владу.
4—5 лютого 1918 року в Пирятині відбувся 1-й повітовий з'їзд Рад робітничих, селянських і солдатських депутатів.
У березні 1918 року Пирятинський повіт окупували австро–німецькі війська. З їхнім уходом до влади повернулися більшовики, жорстокі методи наведення ладу яких призвели до антирадянського повстання караульної роти в Пирятині у березні 1919 року.
У травні 1919 року відбулася перша конференція комуністів повіту.
У серпні 1919 року Пирятин захопили денікінські війська. 5 грудня 1919 року місто і повіт звільнено від деніківців. На Пирятинщині знову (цього разу уже остаточно) відновлено радянську владу. Однак, і у 1920 році в Пирятині діяв підпільний комітет з підготовки збройного виступу проти радянської влади, робота якого була жорстоко придушена. Тоді ж, у 1920 році місто відвідав голова ВУЦВК Г. І. Петровський.

## У радянський час

### Пирятин у довоєнний час
У 1922 році у Пирятині стала до ладу перша електростанція потужністю 16 кінських сил.
7 березня 1923 року утворено Пирятинський, а також Березоворудський та Харківецький райони, що входили до складу Прилуцької округи.
Станом на 1925 рік у Пирятині працювало 12 заводів, фабрик і промартілей, 17 пунктів лікбезу, 6 трудових шкіл, трирічні педагогічні курси, школа фабрично-заводського навчання, 2 бібліотеки, робітничий клуб, театр, 2 дитячих будинки. У 1922—30 роки в місті виходила газета «Незаможник». У 1925 році в Пирятині було відкрито педагогічний технікум.
1926 року утворено Пирятинську міську раду.
У листопаді 1929 року в Пирятині організовано дворічні педагогічні курси по підготовці вчителів початкових класів, невдовзі переведені до міста Хорола.
У 1929—31 роках на Пирятинщині здійснюється суцільна колективізація сільського господарства.
1930 року Пирятинський район віднесено до Лубенської округи Харківської області.
На початку 1930-х років у Пирятині стали до ладу сироварний завод, меблева фабрика, працювали електростанція і автоколона, у липні 1931 року засновано Пирятинську МТС. Від 1930 до листопада 1941 року виходила районна газета «Колективізоване село». До ІІ Світової війни у місті було 8 загальноосвітніх шкіл, 2 бібліотеки, кінотеатр, міський радіовузол, районна лікарня, поліклініка, дитяча консультація.
У 1932—33 роках — Голодомор на Пирятинщині, 1937 рік — початок політичних репресій у районі.
Серед жертв сталінського терору в Пирятині:
- Павелко Марина Григорівна, 1990 (1899) р.н., м. Пирятин Полтавської обл., українка, із робітників, освіта початкова. Проживала у м. Пирятин. Кравчиня. Заарештована 15 жовтня 1929 р. Засуджена Судовою трійкою при Колегії ДПУ УСРР 24 січня 1930 р. за ст.ст. 54-3, 54-10, 54-11 КК УСРР до 3 років позбавлення волі. Реабілітована Військовим трибуналом КВО 19 вересня 1958 р.
- Павелко Олександр Григорович, 1892 р. н., м. Пирятин Полтавської обл., українець, із селян, освіта початкова. Проживав у м. Пирятин. Бухгалтер артілі "Коопторф". Заарештований 1 липня 1938 р. Засуджений Полтавським обласним судом 23 жовтня 1939 р. за ст. 54-10 ч. 1 КК УРСР до 3 років позбавлення волі з поразкою в правах на 2 роки. Реабілітований Верховним Судом УРСР 12 серпня 1960 р.
- Павленко Ольга Степанівна, 1906 р. н., м. Ніжин Чернігівської обл., українка, із селян, малописьменна. Проживала у м. Пирятин Полтавської обл. Без певного місця роботи. Заарештована 13 листопада 1937 р. Засуджена Особливою нарадою при НКВС СРСР 24 червня 1938 р. за ст. 56-6 КК УРСР до 5 років заслання у Казахстан. Реабілітована Полтавською обласною прокуратурою 21 квітня 1989 р.
- Павлов Микола Миколайович, 1888 р. н., м. Пирятин Полтавської обл., українець, із селян, малописьменний. Проживав у м. Пирятин. Селянин-одноосібник. Заарештований 5 листопада 1930 р. Засуджений Особливою нарадою при Колегії ДПУ УСРР 28 грудня 1930 р. за ст. 54-10 ч. 1 КК УСРР до 3 років заслання у Північний край. Реабілітований Полтавською обласною прокуратурою 29 квітня 1990 р.

У 1937 році Пирятинський район увійшов до складу новоствореної Полтавської області.
Станом на 1939 рік у Пирятині проживало 13 918 чоловік.

### Друга світова війна, повоєнні відбудова і розвиток Пирятина
18 вересня 1941 року німці окупували Пирятин і район.
З кінця 1941 року по серпень 1943 року під час німецької окупації у Пирятині виходила газета «Рідна нива» Пирятинської округи Київського генералбецирку.
6 квітня і 18 травня 1942 року у Пироговій Леваді під Тарасівкою відбувався масовий розстріл гітлерівцями мирних жителів Пирятинського і сусідніх районів.
18 вересня 1943 року в заудайські села Пирятинського району ввійшли радянські війська, до 23-ї години радянські війська штурмом оволоділи Пирятином. Вже наступного дня (19 вересня) було відновлено більшовицьку владу в решті населених пунктів району.
19 вересня 1943 року 309-й і 237-й стрілецьким дивізіям Червоної Армії генерал-майора Д. Ф. Дрьоміна і полковника П. М. Мароля, які відзначилися при «визволенні Пирятина від німецьких загарбників», наказом Верховного Головнокомандуючого СРСР присвоєно почесне найменування «Пирятинських».
У 1944 році Пирятинський аеродром став одним з кінцевих пунктів операції «Френтік».
У 1946 році свою роботу відновили практично всі підприємства Пирятина, що працювали до війни.
У 1946—47 роках, як і в багатьох інших місцях Лівобережжя України, на Пирятинщині лютував голодомор.
У 1948 році район освоїв довоєнні посівні площі основних зернових і технічних культур.
1950 року з метою концентрації сільськогосподарського виробництва проведено укрупнення колгоспів району.
У 1952 році на автостанції «Пирятин» збудовано водонапірну башту оригінальної конструкції, яка уславилась завдяки зйомкам тут у 1963 році Київською кіностудією радянської комедії «Королева бензоколонки».
1962 року Пирятинський район укрупнено до розмірів Пирятинського територіально-виробничого колгоспно-радгоспного управління за рахунок населених пунктів Гребінківського та Куріньківської, Луговиківської і Пісківської сільських рад Чорнухинського районів.
У 1966 році Пирятинський район відновлено у сучасних межах.
4 листопада 1967 року В Пирятині відкрито новобудову — районний будинок культури.
1970 року завершено електрифікацію району.
У 1971 році почалась газифікація Пирятина.
4 листопада 1974 року у місті відкрито пам'ятник В. І. Леніну.
17 листопада 1978 року на братських могилах у міському сквері, поблизу собору Різдва, відкрито меморіал Вічної Слави полеглим учасникам революційних подій на Пирятинщині у 1918–1922 рр. та радянським воїнам, які загинули під час оборони і визволення Пирятина від німецько-фашистських загарбників (1941 і 1943 рр.).
У 1982 році на майдані, поблизу міської школи № 4, відкрито погруддя В. М. Ремеслу — двічі Герою Соціалістичної Праці, лауреатові Ленінської і Державної премій СРСР, дійсному члену Академії наук УРСР і СРСР.
1988 року у харківському видавництві «Прапор» вийшов друком путівник «Пирятин».

## За незалежності України
У серпні-вересні 1991 року в Пирятині й ряді сіл району відбулися мітинги та збори на підтримку Акту проголошення Незалежності України.
4 вересня 1991 року почала виходити районна газета «Пирятинські вісті».
13 жовтня 1991 року на зібранні інтелігенції району утворено блок демократичних сил на підтримку Акту проголошення незалежності України.
19 листопада 1991 року сесія Пирятинської районної Ради народних депутатів ухвалила рішення про схвалення Акту проголошення незалежності України. Над адміністративним будинком піднято синьо-жовтий прапор.
1 грудня 1991 року на Всеукраїнському референдумі і виборах Президента України 95,7% виборців району сказали «Так» незалежності України, у районі понад 75% голосів виборців набрав Л. М. Кравчук, котрий став першим Президентом незалежної України.
У березні 1992 року засновано районне телебачення (з 2000 року — редакція районного телебачення і радіомовлення).
У квітні 1992 року у зв'язку з введенням в Україні президентської форми правління в районі введено посаду Представника Президента України, засновано районну державну адміністрацію.
У 1993 році під час реформування земельних відносин на селі колгоспи району реорганізовано у колективні сільськогосподарські підприємства.
9 вересня 1993 року у Пирятині, на міському цвинтарі, освячено пам'ятний знак з нагоди 60-річчя Голодомору в Україні.
18 вересня 1993 року відбулося урочисте відкриття пам'ятника Т. Г. Шевченку у Пирятині.
25 червня 1994 року в Пирятині, на майдані поблизу районного будинку культури, відбулася зустріч з Президентом України Л. М. Кравчуком.
У 1995 році в Пирятині на базі міської середньої школи №2 відкрито Пирятинський ліцей.
Рік вступу до Асоціації міст України (АМУ) — 1996.
У 2000 році з поглибленням земельної реформи почався перехід від державної та колективної власності на землю і майно — до приватної.
У 2000 і 2003 роках, відповідно, вийшли друком 2 книги «Їм крила дала Пирятинщина» — про славетних земляків-пирятинців.
2003 року На околиці Пирятина на автомагістралі Київ-Харків через залізницю здано в експлуатацію шляхопровід з транспортною розв'язкою.
У вересні 2004 року відбулися урочисті, святково-мистецькі дійства і спортивні змагання з нагоди 850-річного ювілею Пирятина.
2016 року перейменували частину вулиць Пирятинської громади згідно закону про декомунізацію.
2022 року у Пирятинській громаді перейменували 53 вулиці.
вул. Суворова – вул. Прилуцька
вул. Чайкіної Л. – вул. Фальковського Івана
вул. Космодем’янської З. – вул. Пилипа Орлика
пров. Суворова – пров. Прилуцький
вул. Чкалова – вул. Оксанченка Олександра
вул. Герцена – вул. Іллінська
вул. Маяковського – вул. Весняна
вул. Горького – вул. Тиха
вул. Панфілова – вул. Симоненка Василя
вул. Кутузова – вул. Росяна
вул. Лермонтова – вул. Берегова
вул. Чернишевського – вул. Вишнева
вул. Гагаріна – вул. Сінна
вул. Абаканська – вул. Вокзальна
вул. Пушкіна – вул. Музейна
вул. Мічуріна – вул. Райдужна
вул. Матросова- вул. Щаслива
вул. Першотравнева – вул. Травнева
пров. Пушкіна – пров. Мрійний
вул. Кошового О. – вул. Стуса Василя.
Село Харківці:
вул. Зої Космодем’янської – вул. Ранкова
вул. Горького – вул. Підгірна
вул. Гагаріна – вул.Джерельна
Село Вишневе:
вул. Суворова – вул. Сонячна
вул. Горького – вул. Барвінкова
вул. Гагаріна – вул. Яблунева
вул. Першотравнева – вул. Весняна
Село Крячківка:
вул. Горького – вул. Вовка Федора
Село Повстин:
вул. Гагаріна – вул. Піщана
вул. Маяковського – вул. Миру
Село Вікторія:
вул. Пушкіна – вул. Польова
вул. Комарова – вул. Зоряна
вул. Гагаріна – вул. Бабака Олега
вул. Горького – вул. Затишна
Село Грабарівка:
вул. Матросова – вул. Бузкова
вул. Ватутіна – вул. Хутірська
Село Давидівка:
пров. Ватутіна – пров. Затишний
вул. Ватутіна – вул. Миру
вул. Гагаріна – вул. Поштова
Село Кроти:
вул. Космодем’янської – вул. Ранкова
Село Калинів Міст:
вул. Тімірязєва – вул. Центральна
Село Верхоярівка:
вул. Ватутіна – вул. Миру
Село Каплинці:
вул. Гагаріна – вул. Тищенка Олександра
вул. Ватутіна – вул. Бузкова
Село Усівка:
вул. Чкалова – вул. Перемоги
вул. Пушкіна – вул. Миру
Село Малютинці:
вул. Гагаріна – вул. Вишнева
Село Нові Мартиновичі:
пров. Ватутіна – пров. Мирний
Село Гурбинці:
вул. Матросова – вул. Річна
вул. Кошового – вул. Тиха
Село Яцини:
вул. Гагаріна – вул. Миру
Село Сасинівка:
вул. Гагаріна – вул. Урожайна
Село Леляки:
вул. Комарова – вул. Набережна.